# Теисп
Теисп (стперс. ; грч. Τεισπης) (? - 640. п. н. е.), је био краљ Персијског царства у 7. веку. п
Био је син Ахемена, краља Персијског царства. Носио је титулу „Краљ Аншана“.
Освојио је еламски град Аншан и себе прогласио „Краљем града Аншана“, што је био први корак према стварању Ахеменидског царства.
Наследио га је његов син Кир I, док је његов други син Аријарамн постао краљ Парсумаша - паралелног персијског краљевства.

## Хронологија
- 675. п. н. е. - Теисп долази на место персијског краља, наслеђујући свог оца Ахемена.
- 640. п. н. е. - Теисп осваја Еламски град Аншан.
- 640. п. н. е. - Смрт и крај владавине Теиспа.